# Like That (canção de Doja Cat)
"Like That" é uma canção da rapper e cantora norte-americana Doja Cat, gravada para seu segundo álbum de estúdio Hot Pink (2019). Conta com a participação do rapper norte-americano Gucci Mane. Foi escrita por ambos os artistas junto com Theron Thomas, Lydia Asrat, David Sprecher e os produtores Dr. Luke (creditado como Tyson Trax) e Mike Crook. A canção foi enviada para rádios rhythmic estadunidenses através da Kemosabe e RCA Records em 12 de maio de 2020, servindo como o sexto single de Hot Pink.
Antes de "Like That" se tornar um single, já havia começado a aparecer em várias paradas ao redor do mundo após uma dança viral no TikTok. Após seu lançamento como single, a canção alcançou o número 50 na Billboard Hot 100 dos Estados Unidos. O videoclipe foi lançado em 25 de junho de 2020. Doja Cat promoveu o single com várias apresentações ao vivo, incluindo no MTV Video Music Awards de 2020, Billboard Music Awards de 2020 e no Dick Clark's New Year's Rockin' Eve.

## Antecedentes e lançamento
Em 1 de novembro de 2019, Doja Cat anunciou que seu álbum Hot Pink seria lançado em 7 de novembro de 2019 e revelou a lista de faixas. A canção "Like That" foi confirmada como tendo um artista em destaque que não seria anunciado até o lançamento do álbum, quando foi revelado ser Gucci Mane. Semelhante ao seu antecessor "Say So", a canção entrou nas paradas antes de ser lançada como single devido a um desafio de dança viral usando a canção no aplicativo TikTok. "Like That" foi enviada para rádios rhythmic dos Estados Unidos em 12 de maio de 2020, servindo como o como sexto single de Hot Pink.

## Análise da crítica
Lakin Starling, da Pitchfork, escreveu: "Doja passa facilmente do modo rap para um refrão sussurrante com um ritmo R&B otimista que lembra Janet Jackson do início dos anos 2000. É a trilha sonora perfeita para uma festa no quintal". Comparando a composição da canção com a de canções que anteriormente se popularizaram no TikTok, Cat Zhang, da mesma publicação, escreveu: "A estética mais suave e feminina de Doja ofereceu uma alternativa ao rap vulgar e brutal que anteriormente era trilha sonora da plataforma. E suas letras impetuosas e confiantes [...] oferecem trechos de empoderamento feminino".

## Videoclipe

### Antecedentes e lançamento
Um videoclipe de acompanhamento para "Like That" foi filmado em Los Angeles antes do estado entrar em confinamento devido à pandemia de COVID-19. Em maio de 2020, o vídeo vazou online via Twitter, gerando controvérsia. Em 22 de junho de 2020, Doja confirmou que estava totalmente ciente do vazamento de vídeo e afirmou que o vídeo vazado não era o vídeo oficial e que o vídeo oficial seria lançado em breve.  O videoclipe oficial foi lançado em 25 de junho de 2020.

### Sinopse
O vídeo começa com o cartão de título descendo para Doja Cat de pé em um cenário azul futurista entre seus dançarinos de apoio. Doja e os dançarinos começam a dançar, intercalados com cenas de uma versão animada de Cat, o que gerou comparações com a série de anime Sailor Moon. O vídeo é repleto de gráficos animados em todo o vídeo. Doja Cat eventualmente se encontra com o colaborador Gucci Mane, que se inclina e posa na frente de um conversível enquanto canta seu verso da canção. Doja, que está dançando ao lado de Mane ou no conversível, retoma a canção e termina o vídeo com as divisões na batida, seguidas por uma tela preta.

## Apresentações ao vivo
"Like That" foi apresentada pela primeira vez em um medley com o single, "Say So", no MTV Video Music Awards de 2020. Ela também cantou um medley de "Juicy", "Say So" e "Like That" no Billboard Music Awards de 2020. Ela cantou a canção no Dick Clark's New Year's Rockin' Eve.

## Créditos
Todo o processo de elaboração de "Like That" atribui os seguintes créditos:
Gravação
- Vocais de Gucci Mane gravados nos Hit Factory Criteria (Miami, Flórida)
- Mixada nos Threejonet Studios (Los Angeles, Califórnia)
- Masterizada no Bernie Grundman Mastering (Hollywood, Califórnia)

Pessoal
- Doja Cat: vocais, composição
- Lukasz Gottwald: composição; produção como Tyson Trax
- Theron Thomas: composição
- Lydia Asrat: composição
- David Sprecher: composição
- Gucci Mane: vocais, composição
- Emix: engenharia dos vocais de Gucci Mane
- Chloe Angelides: vocais adicionais
- Clint Gibbs: mixagem
- Mike Bozzi: masterização

## Desempenho nas tabelas musicais

### Tabelas semanais
| Tabela musical (2020)                             | Melhor posição |
| ------------------------------------------------- | -------------- |
| Argentina (Argentina Hot 100)                     | 90             |
| Austrália (ARIA)                                  | 67             |
| Austrália (ARIA Hip Hop/R&B)                      | 31             |
| Bélgica (Ultratip Bubbling Under da Valônia)      | 19             |
| Canadá (Canadian Hot 100)                         | 29             |
| Canadá (Billboard CHR/Top 40)                     | 22             |
| Canadá (Billboard Hot AC)                         | 38             |
| El Salvador (Monitor Latino)                      | 17             |
| Estados Unidos (Billboard Hot 100)                | 50             |
| Estados Unidos (Billboard Dance/Mix Show Airplay) | 19             |
| Estados Unidos (Billboard R&B/Hip-Hop Songs)      | 18             |
| Estados Unidos (Billboard Mainstream Top 40)      | 12             |
| Estados Unidos (Billboard Rhythmic)               | 4              |
| Mundo (Billboard Global 200)                      | 187            |
| Irlanda (IRMA)                                    | 50             |
| Letônia (LAIPA)                                   | 89             |
| Lituânia (AGATA)                                  | 92             |
| Reino Unido (UK Singles Chart)                    | 62             |
| Romênia (Airplay 100)                             | 71             |

### Tabelas de fim-de-ano
| Tabela musical (2020)                  | Posição |
| -------------------------------------- | ------- |
| Estados Unidos (Hot R&B/Hip-Hop Songs) | 55      |
| Estados Unidos (Mainstream Top 40)     | 41      |
| Estados Unidos (Rhythmic)              | 19      |

## Certificações
| Região                                                         | Certificação | Vendas     |
| -------------------------------------------------------------- | ------------ | ---------- |
| Austrália (ARIA)                                               | Ouro         | 35,000‡    |
| Brasil (Pro-Música Brasil)                                     | Platina      | 40,000‡    |
| Estados Unidos (RIAA)                                          | Platina      | 1,000,000‡ |
| Reino Unido (BPI)                                              | Prata        | 200,000‡   |
| ‡ Vendas+valores de streaming baseados apenas na certificação. |              |            |

## Histórico de lançamento
| Região         | Data                   | Formato(s)                 | Versão                          | Gravadora(s) | Ref.   |
| -------------- | ---------------------- | -------------------------- | ------------------------------- | ------------ | ------ |
| Estados Unidos | 12 de maio de 2020     | Rádios rhythmic            | Original                        | Kemosabe RCA | [ 4 ]  |
| Canadá         | 18 de maio de 2020     | Rádios pop                 | Original                        | Sony         | [ 40 ] |
| Estados Unidos | 19 de maio de 2020     | Rádios pop                 | Original                        | Kemosabe RCA | [ 41 ] |
| Estados Unidos | 26 de maio de 2020     | Rádios urban               | Original                        | Kemosabe RCA | [ 42 ] |
| Itália         | 24 de julho de 2020    | Radio airplay              | Original                        | Sony         | [ 43 ] |
| Várias         | 11 de setembro de 2020 | Download digital streaming | "Say So" / "Like That" (Mashup) | Kemosabe RCA | [ 44 ] |